# Ichthys
Ichthys (còn được viết là Ichthus, hoặc Ikhthus, trong tiếng Hy Lạp Koine: ἰχθύς, viết hoa ΙΧΘΥΣ hoặc ΙΧΘΥϹ, có nghĩa là cá) là một biểu tượng, gồm hai hình cung bắt chéo vào nhau, ở phần cuối bên phải được kéo dài ra giống như đuôi cá. Biểu tượng này là ký hiệu bí mật được các Kitô hữu thời sơ khởi sử dụng; hiện nay thường được gọi là sign of the fish (ký hiệu cá) hoặc Jesus fish.
ΙΧΘΥΣ thường được giải thích là viết tắt của cụm từ "Ίησοῦς Χριστός, Θεοῦ Υἱός, Σωτήρ", (Iēsous Christos, Theou Yios, Sōtēr), nghĩa là "Giêsu Kitô, Con Thiên Chúa, Đấng Cứu chuộc".

Ichthys được coi là một biểu tượng của Kitô giáo.

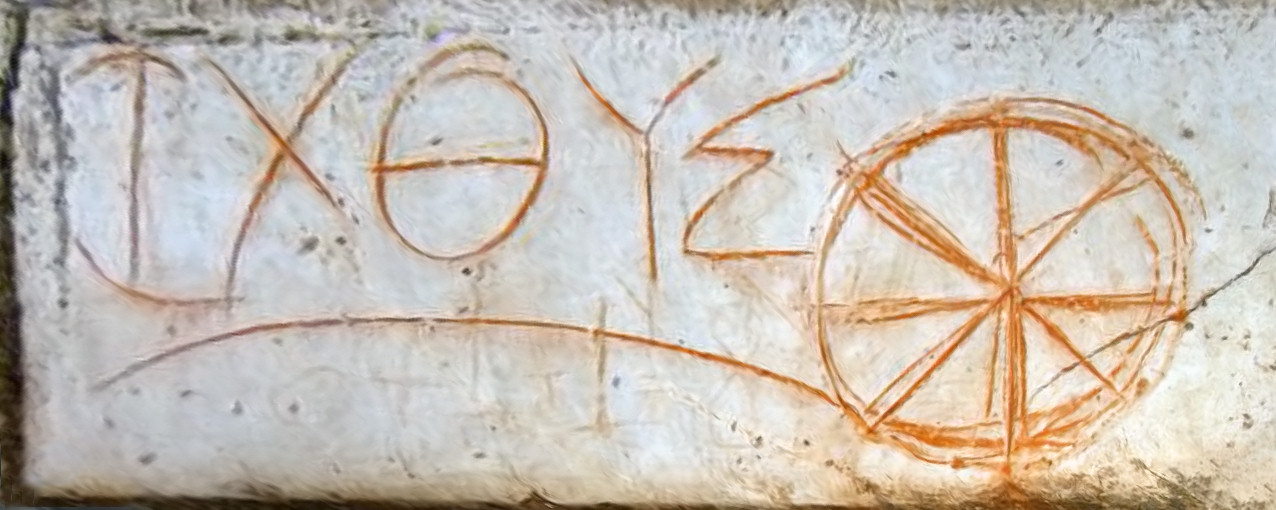
ΙΧΘΥΣ và một biểu tượng ichthys hình tròn tại Ephesus.